# ムスチスラウ地区

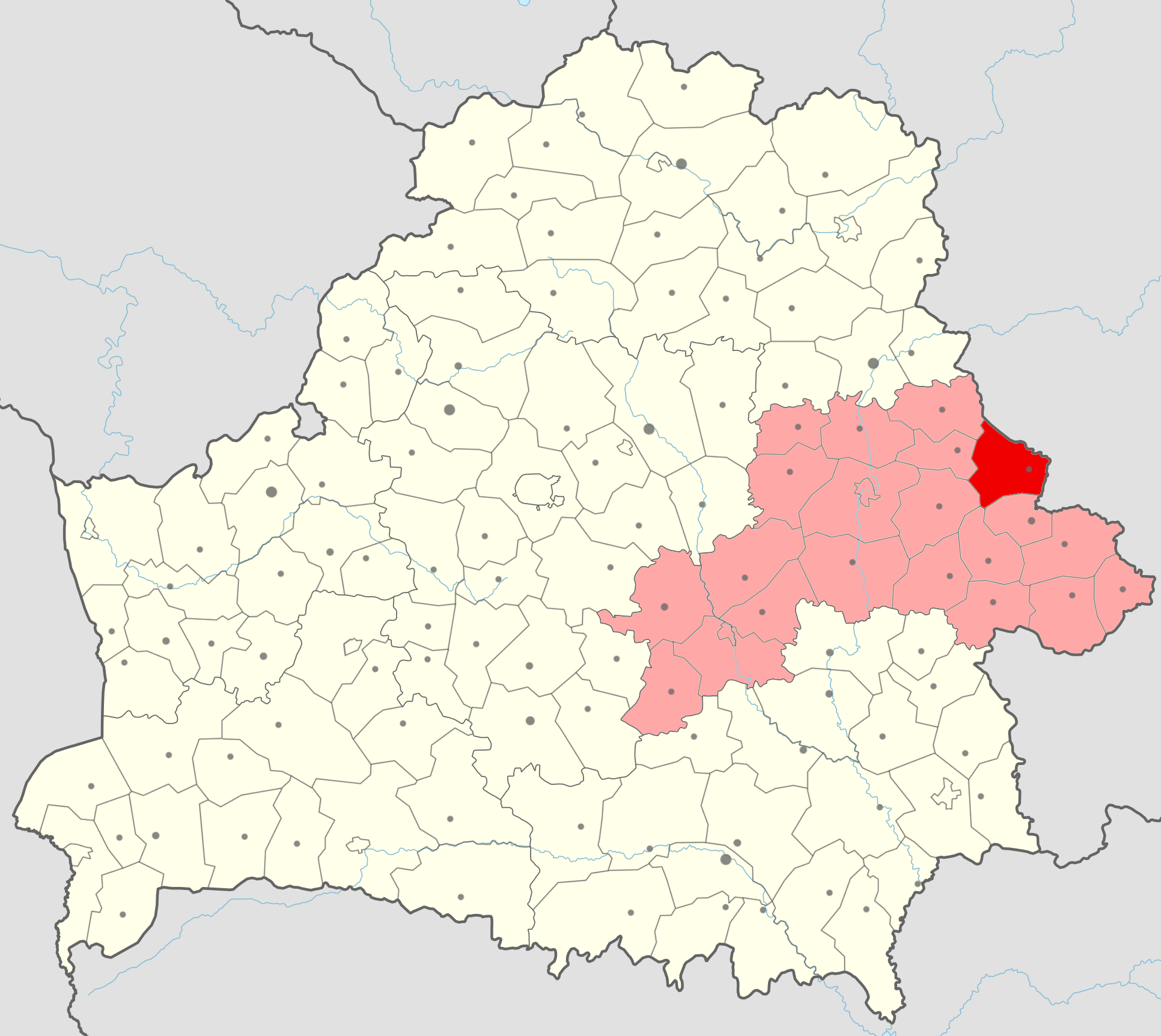
ベラルーシにおけるマヒリョウ州内のムスチスラウ地区の位置

ムスチスラウ地区（ベラルーシ語: Мсціслаўскі раён; ロシア語: Мстиславский район）はベラルーシ共和国、マヒリョウ州にある21のラヨンの一つ。中心都市はムスチスラウ。